# Jeffrey Leonard
Jeffrey Leonard (né le 22 septembre 1955 à Philadelphie, Pennsylvanie, États-Unis) est un joueur de baseball ayant joué dans les Ligues majeures de 1977 à 1990 à la position de voltigeur. 
Il est principalement connu pour ses huit saisons chez les Giants de San Francisco, avec qui il a été nommé joueur par excellence de la Série de championnat de la Ligue nationale en 1987. Il a reçu deux sélections en carrière pour le match des étoiles.

## Carrière
Jeffrey Leonard signe son premier contrat professionnel en 1973 avec les Dodgers de Los Angeles. Une fois passé par les ligues mineures, il atteint les majeures et dispute son premier match avec les Dodgers le 2 septembre 1977. Il joue onze parties avec le grand club en fin de saison avant d'entreprendre l'année 1978 dans les mineures. Le 11 septembre 1978, Los Angeles le cède aux Astros de Houston, avec qui il s'aligne pour deux parties en fin d'année.
Leonard dispute sa saison recrue avec Houston en 1979. Il réussit 119 coups sûrs et affiche une moyenne au bâton de ,290. Il démontre une certaine rapidité autour des buts, en volant 23 au cours de cette saison où il joue 134 matchs. À la fin de l'année, il termine deuxième derrière le lanceur des Dodgers Rick Sutcliffeau vote déterminant la recrue de l'année dans la Ligue nationale de baseball.
Ses statistiques offensives chutent drastiquement en 1980, alors que sa moyenne au bâton tombe à ,213. C'est durant cette saison qu'à sa 164e partie jouée dans la majeures il réussit son premier de ses 144 coups de circuit en carrière, le 25 avril face aux Mets de New York à l'Astrodome.
Le 20 avril 1981, Leonard et le premier but et voltigeur Dave Bergman sont échangés aux Giants de San Francisco en retour du premier but Mike Ivie. Leonard devient joueur régulier au champ extérieur pour les Giants à partir de 1983, enchaînant plusieurs bonnes saisons à l'attaque. En 1983, il claque 21 circuits et totalise 87 points produits, ainsi qu'un sommet en carrière de 26 vols de but. En 1984, il hausse sa moyenne au bâton à ,302, sa plus élevée en carrière, ajoute 21 circuits et produit 86 points. Il montre aussi des sommets personnels de 155 coups sûrs et 76 points marqués.
En 1985, Leonard et plusieurs autres joueurs des majeures, notamment un important groupe d'athlètes s'alignant avec les Pirates de Pittsburgh, doivent témoigner sur leur consommation alléguée de cocaïne. En 1986, le commissaire du baseball Peter Ueberroth suspend sept joueurs, dont Jeffrey Leonard, pour une saison entière. Ces joueurs obtiennent toutefois le droit de joueur en ligue majeure durant l'année après avoir accepté de verser un pourcentage de leur salaire à des organismes combattant la toxicomanie, de se soumettre à des tests de dépistage et à remplir 100 heures de travaux dans la communauté.
Après avoir porté les numéros d'uniforme 26, puis 20, avec les Giants, Jeffrey Leonard change son numéro pour le 00 en 1987, prétextant qu'il « repart à zéro ». Il est l'un des rares joueurs dans l'histoire des majeures à avoir porté ce numéro de dossard inhabituel, et il le conserva avec les deux équipes pour qui il s'est aligné après son départ de San Francisco.
En 1987, année où il reçoit à la mi-saison une invitation au match des étoiles du baseball majeur, il aide les Giants à remporter le titre de champion de la division Ouest de la Ligue nationale. En Série de championnat, il s'illustre avec une moyenne au bâton de ,417, une moyenne de présence sur les buts de ,500, une moyenne de puissance de ,917, avec dix coups sûrs, quatre coups de circuit et cinq points produits en sept matchs. Les Giants perdent la série devant les Cardinals de Saint-Louis, mais Leonard devient l'un des rares athlètes à être élu joueur par excellence d'une Série de championnat comme membre de l'équipe perdante. Après la saison 2011, il est d'ailleurs le dernier. Ses quatre circuits sont toujours un record de franchise des Giants pour une Série de championnat.
Le 8 juin 1988, les Giants échangent Jeffrey Leonard aux Brewers de Milwaukee en retour du joueur d'avant-champ Ernie Riles. Après une saison peu brillante à Milwaukee, Leonard devient agent libre et rejoint les Mariners de Seattle. De retour sur la côte ouest américaine, il complète sa carrière avec deux bonnes saisons. En 1989, il frappe 24 circuits et produit 93 points, établissant deux sommets personnels pour une saison. Il se retire après la campagne 1990.
Jeffrey Leonard a disputé 1 415 parties en carrière dans les majeures. Il totalise 1 342 coups sûrs dont 223 doubles et 144 circuits. Il a produit 723 points et en a marqué 614, en plus de voler 163 buts. Sa moyenne au bâton à vie s'élève à ,266.